# Arkansas Army National Guard
La Arkansas  Army National Guard è una componente della Riserva militare della Arkansas  National Guard, inquadrata sotto la U.S. National Guard. Il suo quartier generale è situato presso la città di North Little Rock.

## Organizzazione
Attualmente, al 2024, sono attivi i seguenti reparti :

### Joint Forces Headquarters
- JFHQ, Army Element
- Medical Detachment
- Recruiting & Retention Battalion
- 61st Civil Support Team (WMD) - North Little Rock

### 39th Infantry Brigade Combat Team
- Headquarters & Headquarters Company - Camp Robinson
- 1st Battalion, 153rd Infantry Regiment
  -  Headquarters & Headquarters Company (-) - Malvern
    - Detachment 1 - Arkadelphia

  -  Company A (-) - Camden
    - Detachment 1 - Prescott

  -  Company B (-) - Texarkana
    - Detachment 1 - Hope

  -  Company C (-) - Mena
    - Detachment 1 - DeQueen

  -  Company D (Weapons) - El Dorado
- 2nd Battalion, 153rd Infantry Regiment
  -  Headquarters & Headquarters Company - Searcy
  -  Company A (-) - Harrison
    - Detachment 1 - Walnut Ridge

  -  Company B (-) - Batesville
    - Detachment 1 - Augusta

  -  Company C (-) - West Memphis
    - Detachment 1 - Forrest City

  -  Company D (Weapons) - Beebe
- 1st Battalion, 138th Infantry Regiment - Missouri Army National Guard
- 1st Squadron, 134th Cavalry Regiment - Nebraska Army National Guard
- 1st Battalion, 206th Field Artillery
  -  Headquarters & Headquarters Battery (-) - Russelsville
    - Detachment 1 - Paris
    - Detachment 2 - Missouri Army National Guard
    - Detachment 3 - Nebraska Army National Guard

  -  Battery A  (-) - Dardnelle
    - Detachment 1 - Morrilton

  -  Battery B - Rogers
  -  Battery C (-) - Booneville
    - Detachment 1 - Clarkeville
- 239th Brigade Engineer Battalion
  -  Headquarters & Headquarters Company - Conway
  -  Company A (Combat Engineer) - North Little Rock
  -  Company B (Combat Engineer) - Clarksville
  -  Company C (Signal) - White Hall
  -  Company D (-) (Military Intelligence) - North Little Rock
    - Detachment 1 (TUAS) - Barling
- 39th Brigade Support Battalion
  -  Headquarters & Headquarters Company - Hazen
  -  Company A (DISTRO) - Stuttgart
  -  Company B (Maint) - Heber Springs
  -  Company C (MED) - Lonoke
  - Company D (Forward Support) - Nebraska Army National Guard
  -  Company E (Forward Support) - Benton
  -  Company F (Forward Support) - Rogers
  -  Company G (Forward Support) - Warren
  -  Company H (Forward Support) - Cabot
  - Company I (Forward Support) - Missouri Army National Guard

### 87th Troop Command
- Headquarters & Headquarters Company - North Little Rock
- 875th Engineer Battalion
  -  Headquarters & Headquarters Company - Jonesboro
  -  Forward Support Company - Jonesboro
  -  1036th Engineer Company (Sapper) - Jonesboro
  -  1037th Engineer Company (Mobile Augmentation) - Paragould
- 871st Troop Command Battalion
  -  Headquarters & Headquarters Company - North Little Rock
  - 119th Mobile Public Affairs Detachment - North Little Rock
  - 106th Army Band - North Little Rock
  -  216th Military Police Company - North Little Rock
  -  224th Support Maintenance Company - Mountain Home

### 77th Expeditionary Aviation Brigade
- Headquarters & Headquarters Company - North Little Rock
- Aviation Support Facility #1 - Camp Robinson AAF, North Little Rock
- 2nd Battalion, 285th Aviation Regiment (Assault Helicopter), Arizona Army National Guard
- 1st Battalion, 147th Aviation Regiment (Assault Helicopter), Wisconsin Army National Guard
- 3rd Battalion, 238th Aviation Regiment (General Support), Michigan Army National Guard
  - Detachment 1, Company G (-) (MEDEVAC), 3rd Battalion, 238th Aviation Regiment (General Support) - North Little Rock - Equipaggiato con 8 HH-60L 
    - Detachment 5, Company D (-) (AVUM), 3rd Battalion, 238th Aviation Regiment (General Support) - North Little Rock
    - Detachment 6, Company E (-) (Forward Support), 3rd Battalion, 238th Aviation Regiment (General Support) - North Little Rock
- 1st Battalion, 114th Aviation Regiment (Security & Support) - Sotto il controllo operativo della Combat Aviation Brigade, 36th Infantry Division, Texas Army National Guard
  -  Headquarters & Headquarters Company - North Little Rock
  -  Company A (-) - North Little Rock - Equipaggiata con 4 UH-72A 
  - Company B (-) - Texas Army National Guard
  - Company C (-) - Mississippi Army National Guard
  - Company D (-) - Puerto Rico Army National Guard
    - Detachment 2 - North Little Rock - Equipaggiata con 4 UH-72A
- Company C, 1st Battalion, 185th Aviation Regiment (Assault Helicopter) - North Little Rock - Equipaggiata con 10 UH-60L 
  - Detachment 2, HHC (-), 1st Battalion, 185th Aviation Regiment (Assault Helicopter) - North Little Rock
- Company F (ATS), 2nd Battalion, 211th Aviation Regiment - North Little Rock
- Company A, 2nd Battalion, 149th Aviation Regiment (General Support) - North Little Rock - Equipaggiata con 8 UH-60L 
  - Detachment 1, HHC (-), 2nd Battalion, 149th Aviation Regiment (General Support) - North Little Rock
  - Detachment 1, Company D (-) (AVUM), 2nd Battalion, 149th Aviation Regiment (General Support) - North Little Rock
  - Detachment 1, Company E (-) (Forward Support), 2nd Battalion, 149th Aviation Regiment (General Support) - North Little Rock
- 777th Aviation Support Battalion
  -  Headquarters & Service Company - North Little Rock
  - Company A (DISTRO) - Oklahoma Army National Guard
  -  Company B (-) (AVIM) - Hawaii Army National Guard
    - Detachment 1 - Puerto Rico Army National Guard
    - Detachment 2 - North Little Rock
    - Detachment 3 - Alaska Army National Guard

  -  Company C (Signal)
- Detachment 2, Company A (-), 2nd Battalion, 245th Aviation Regiment (Fixed Wings) - North Little Rock - Equipaggiato con 1 C-26E
- Detachment 30, Operational Support Airlift Command

### 142nd Field Artillery Brigade
- Headquarters & Service Company - Lincoln
- 142nd Signal Network Company - Fayetteville
- 1st Battalion, 142nd Field Artillery Regiment (MLRS)
  -  Headquarters & Headquarters Battery - Bentonville
  -  Battery A - Bentonville - Equipaggiata con 9 M-270A2
  -  Battery B - Bentonville - Equipaggiata con 9 M-270A2
  -  Battery C - Bentonville - Equipaggiata con 9 M-270A2
  -  936th Forward Support Company - Bentonville
- 2nd Battalion, 142nd Field Artillery Regiment (PALADIN)
  -  Headquarters & Headquarters Battery - Barling
  -  Battery A - Barling
  -  Battery B - Siloam Springs
  -  Battery C - Ozark
  -  937th Forward Support Company - Barling
- 1st Battalion, 117th Field Artillery Regiment (M-777) - Alabama Army National Guard
- 1st Battalion, 181st Field Artillery Regiment (HIMARS) - Tennessee Army National Guard